# Xã Ellington, Quận Palo Alto, Iowa
Xã Ellington (tiếng Anh: Ellington Township) là một xã thuộc quận Palo Alto, tiểu bang Iowa, Hoa Kỳ. Năm 2010, dân số của xã này là 135 người.